# Якимчук, Любовь Васильевна
Любовь Якимчук (укр. Любо́в Якимчу́к; род. 19 ноября 1985, Первомайск, Луганская область) — украинская поэтесса, сценарист, колумнист.

## Биография
Родилась на Луганщине. Окончила Луганский национальный университет имени Тараса Шевченко (2008) и магистерскую программу «Теория, история литературы и сравнительное литературоведение» Национального университета «Киево-Могилянская академия» (2011).
С 2003 по 2008 принадлежала к Литературной группировке «СТАН».
Автор сборника поэзии «как МОДА» (2009) и «Абрикосы Донбасса» (2015).
Лауреат многочисленных литературных наград, включая Международную славянскую поэтическую премию, премию имени Богдана-Игоря Антонича и др.
2010 г. — стипендиат программы Министра культуры и национального наследия Республики Польша «Gaude Polonia».
Стихи переведены на английский, немецкий, русский, шведский, французский, польский, литовский, иврит, словацкий, хорватский, словенский, белорусский, румынский, сербский и др. Стихи Любови были опубликованы в журналах Украины, США, Швеции, Германии, Великой Британии, Польши, Израиля, Литвы, Сербии, Румынии, Беларуси и др.
Якимчук также является перформером в музыкально-поэтическом дуэте с украинским импровизирующим контрабасистом Марком Токарем, их проекты включают «Абрикосы Донбасса» и «Женщина, дым и опасные предметы». Её поэзии исполняет известная певица Марьяна Садовская (Кёльн), а также молодая певица Олеся Здоровецкая (Дублин).
В 2015 году украинский журнал «Новое время» назвал Любовь Якимчук одной из ста самых влиятельных людей культуры на Украине.

## Книги
- Якимчук, Любов. , як МОДА [Текст] : поезії / Фото К.Мотильової; дизайн А.Московченко. — Львів: Каменяр, 2009. — 76 с.: іл. — (літ. Премія ім. Б.-І. Антонича «Привітання життя»).
- Якимчук, Любов. Абрикоси Донбасу. — Львів: Видавництво Старого Лева, 2015.
- [эстонский перевод:] Jakõmtšuk, Ljubov. Donbassi aprikoosid / Tõlge: Mathura. — [Sine loco:] Allikaäärne, 2019.

Публикации в антологиях и литературной периодике:
- Любов Якимчук. Ням і війна (фраґмент). 4 міжнародний літературний фестиваль. Альманах. — Львів: «Форум видавців», 2009. — С.247-249
- Поет Якима (Любов Якимчук). Вірші. // Кур'єр Кривбасу — 2008. — № 218—219 (січень-лютий) — С. 129—133
- Мінкін Я., Якимчук Л., Реуцький К., Заславська О. Переворот. — Луганськ: Глобус, 2007. — 128 с.: іл.
- Любов Якимчук. Ніч 10-го року. // Сновиди. Сни українських письменників.- К.: А-БА-БА-ГА-ЛА-МА-ГА, 2010. — 416 с.
- Любов Якимчук. Луганські зуби, ріки, ноги. // Соломонова Червона Зірка / Упор. Лесь Белей. — К.: Темпора, 2011
- Lubow Jakуmczuk. Tow. Dym (poemat)//Cząstki pomarańczy. Nowa poezja ukraińska, Narodowe Centrum Kultury-Korporacja Ha!art, Warszawa-Kraków 2011. (Любов Якимчук. Тов. Дим (поема) Дольки помаранч. Нова українська поезія, Національний Центр Культури-Корпорація «Ha!art», Варшава-Краків 2011.)

### Переводы
- Стихи Филиппа Б. Уильямса, Елены Дженнингс, Алексис Поуп, Камилы Ранкин, Эмили Тодер, Сары В.Швайг / Пер. с английского Л. Якимчук // Антологія молодої поезії США. Упоряд. Т. Малковича.—К.: А-БА-БА-ГА-ЛА-МА-ГА, 2016.—260 с.
- Стихи Эфрат Мишори / Пер. с иврита Л. Якимчук // «І покоління приходить…». Антологія сучасної ізраїльської поезії / Упоряд. та ред. Ю. Морозюк, А. Дубинська. — К.: Дух і літера, 2012.

## Награды
Литературная премия им. Богдана-Игоря Антонича (2008), Литературная премия им. Василия Симоненко (2010) и др.